# Sudburyita
La sudburyita és un mineral de la classe dels sulfurs, que pertany al grup de la niquelina. Rep el nom del districte de Sudbury, a Ontario (Canadà), on es troba la seva localitat tipus.

## Característiques
La sudburyita és un sulfur de fórmula química (Pd,Ni)Sb. Va ser aprovada com a espècie vàlida per l'Associació Mineralògica Internacional l'any 1973, sent publicada per primera vegada un any més tard. Cristal·litza en el sistema hexagonal. La seva duresa a l'escala de Mohs és 4,5.
Segons la classificació de Nickel-Strunz, la sudburyita pertany a «02.C - Sulfurs metàl·lics, M:S = 1:1 (i similars), amb Ni, Fe, Co, PGE, etc.» juntament amb els següents minerals: achavalita, breithauptita, freboldita, kotulskita, langisita, niquelina, sederholmita, sobolevskita, stumpflita, jaipurita, zlatogorita, pirrotina, smythita, troilita, cherepanovita, modderita, rutenarsenita, westerveldita, mil·lerita, mäkinenita, mackinawita, hexatestibiopanickelita, vavřínita, braggita, cooperita i vysotskita.

## Formació i jaciments
Va ser descoberta a la mina Copper Cliff South, dins el municipi de Snider, al districte de Sudbury (Ontario, Canadà). Tot i tractar-se d'una espècie no gaire habitual ha estat descrita en tots els continents del planeta a excepció de l'Antàrtida.